# Anna Wardak
Anna Wardak (ur. 1970) – polska filolożka, pedagożka i działaczka społeczna.

## Życiorys
Absolwentka wydziału lingwistyki stosowanej Uniwersytetu Warszawskiego (1993). Wraz z mężem, Januszem, należą do grona założycieli i liderów Akademii Familijnej. Doradca edukacyjny. Prowadzi wykłady, szkolenia oraz warsztaty poświęcone tematyce małżeńskiej i wychowawczej. Matka dziesięciorga dzieci. Pracę społeczną na rzecz rodzin i edukacji łączy  z wychowaniem dzieci oraz pracą zawodową.

## Odznaczenia
- Srebrny Krzyż Zasługi (2018)[5].